# Montes Jura

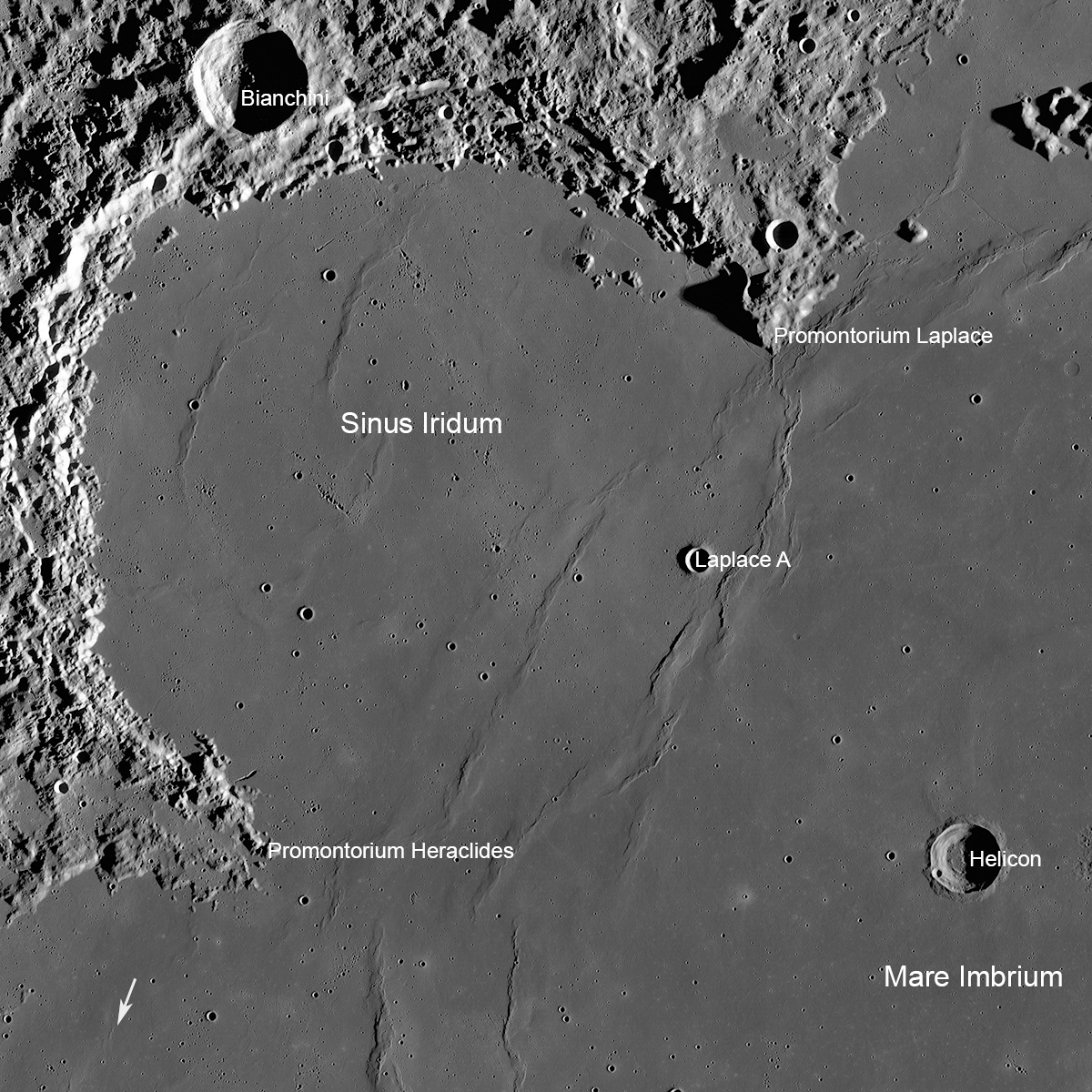
Montes Jura, chaîne de montagnes qui entoure du nord-est au sud-ouest le Sinus Iridum.

Les Montes Jura (vers 47°N 37°O) sont une chaîne de montagnes de la surface lunaire. Dénommée ainsi par le cartographe allemand Ernst Debes (de), elle constitue la bordure qui entoure la baie des arcs-en-ciel sur près de 420 kilomètres. Cette crête qui atteint 3 800 m d'altitude correspond au rempart nord-ouest du cratère à l'origine de cette baie, le rempart sud-est, recouvert de lave, n'étant plus visible que sous la forme d'une ride. 
Parmi ses formations les plus remarquables, on peut citer ses deux extrémités (le Promontorium Heraclides et le Promontorium Laplace) et le cratère Bianchini.